# Friedrich I. von Praunheim-Sachsenhausen
Friedrich I. von Praunheim-Sachsenhausen (genannt zwischen 1374 und 1414) aus der Familie der Herren von Praunheim war ein hoher Funktionsträger im Kurfürstentum Trier und Geheimer Rat des Erzbischofs von Trier.

## Herkunft
Sein Vater war Rudolf II. von Sachsenhausen-Praunheim, der 1371 starb und verschiedene einflussreiche Positionen in Frankfurt und der Wetterau innegehabt hatte. Unter anderem war er Reichsschultheiß von Frankfurt am Main und Burggraf der Burggrafschaft Friedberg auf der Burg Friedberg in Friedberg (Hessen). Seine Mutter war die zweite Frau seines Vaters, Christine († vor 1400), deren Familienname nicht überliefert ist, und die sein Vater zwischen 1342 und 1345 geheiratet hatte.
Die Kinder aus erster und zweiter Ehe des Rudolf II. verwickelten sich nach seinem Tod in umfangreiche Erbstreitigkeiten, die in der ungleichen Verteilung des Erbes zwischen den Kindern aus den beiden Ehen gründeten. Die Parteien stritten zunächst vor dem städtischen Schöffengericht von Frankfurt, wobei es nach den Aufzeichnungen des Gerichts zu gegenseitigen Beschimpfungen kam, zweitinstanzlich vor dem königlichen Gericht in Prag. Den Kindern aus erster Ehe gelang es hier, zunächst über ihre Geschwister aus zweiter Ehe die Reichsacht verhängen zu lassen. Als diese sich dann dem Gericht stellten, wurde der Prozess an die Gerichte der Erzbischöfe von Trier und Mainz verwiesen. Der genaue Ausgang des Streits ist nicht überliefert, jedoch scheint der überwiegende Teil des Vermögens bei den Kindern aus zweiter Ehe verblieben zu sein.
Friedrich I. heiratete eine Sophia, deren Familienname nicht überliefert ist. Aus dieser Ehe gingen Kinder hervor:
- Rudolf IV. von Praunheim-Sachsenhausen, genannt ab 1398, † 1409 ⚭ Gertrud von Cronberg, in zweiter Ehe mit Philipp von Frankenstein. Die Ehe Rudolfs IV. mit Gertrud von Cronberg war 1398 Teil eines Vergleichs zwischen beiden Familien nach einem heftigen Streit.
- Anna von Praunheim-Sachsenhausen ⚭ Johann von Helffenstein, kurtrierischer Erbmarschall, die Ehe wurde geschieden.
- Christine von Praunheim-Sachsenhausen, genannt 1419–1433 ⚭ Friedrich Walpode von Ulmen

## Karriere
Friedrich I. ist seit 1379 im Dienst des Trierer Erzbischofs nachgewiesen, seit 1382 als Amtmann von Koblenz. Auch ist er – ebenso wie seine Brüder – Burgmann auf den kurtrierischen Burgen Ober- und Niederburg Kobern – heute: Kobern-Gondorf.

## Besitz
Schon vor 1376 – die Umstände sind unklar – gelang es der Familie von Praunheim den Besitz der Burg Falkenstein und der damit verbundenen „Grafschaft Nüring“, einer Zehnt mit Hochgericht, als Pfand aus dem Besitz der Familie von Falkenstein zu erwerben. Friedrich I. wurde von seiner Familie dort zum Verwalter eingesetzt. Dies endete, als 1385 als die Grafen von Nassau-Saarbrücken das Pfand auslösten.
1399 erhielt Friedrich I. von Erzbischof Werner von Falkenstein das „Rote Haus“ in Koblenz an der Judengasse, erweitert 1403 um eine Hofstatt in der Nachbarschaft.

## Weiter Wissenswert
Papst Bonifaz IX. erteilte Friedrich I. ein Privileg, für sich privat – und bei verschlossenen Türen (!) – in Orten, die mit dem Interdikt belegt waren, Messen lesen zu lassen. Das war für einen reisenden Diplomaten wie ihn sicher sehr praktisch. Er war oft in Missionen zwischen und für Kurtrier, Frankfurt am Main, dem Reich, insbesondere König Ruprecht und König Sigismund unterwegs.